# Priscilla Quintana
Priscilla Ann Quintana, née le 11 août 1992 à Downey (Californie), est une actrice américaine et mannequin. Elle incarne le rôle principal de la série de science-fiction Pandora et le rôle récurrent d'Isabella sur Good Trouble.

## Biographie
Quintana est originaire de Downey, en Californie. Sa mère a trouvé le temps d'aider des adolescentes enceintes qui avaient été expulsées de chez elles. Ceci, combiné avec le travail de réadaptation de ses grands-parents maternels, des femmes toxicomanes, a formé les valeurs fondamentales de Quintana de service communautaire. Elle se souvient d'une tradition de Noël selon laquelle sa famille faisait du bénévolat dans les soupes populaires, aidant à nourrir les sans-abri.
Priscilla a un faible particulier pour les animaux et a commencé à accueillir des chiens sans abri qui seraient autrement euthanasiés. Elle allait les soigner et leur trouver de nouveaux foyers, le tout de sa poche. Lors du tournage de Pandora en Bulgarie, elle a décidé de sauver de nombreux chiens errants qu'elle a rencontrés en les ramenant aux États-Unis. Quintana continue maintenant ce travail en faisant du bénévolat avec l'organisation de sauvetage Wag and Walks, aux vues similaires, basée à Los Angeles.
Après avoir passé ses premières années dans l'industrie du divertissement en Californie du Sud, Quintana a décidé d'étudier l'aspect commercial de la réalisation de films. Elle a gagné une bourse à l'école de cinéma, aidant à subvenir à ses besoins en serveuse. C'est pendant cette période qu'elle a été approchée par une agence de mannequins, et Quintana a décidé de déménager à Los Angeles pour poursuivre cette nouvelle opportunité.
Tout en prenant des emplois de mannequin, Quintana a également commencé à recevoir des offres pour des rôles d'actrice dans des publicités. Cela a rapidement conduit à de petits rôles d'actrices à la télévision et au cinéma. Parmi ceux-ci, il y avait quelques-uns non créditées en tant qu'hôtesse de casino dans The Gambler (2014) et en tant que Foam Girl[Quoi ?] dans Fast and Furious 7 (2015). Des rôles plus importants ont suivi et, en 2017, Priscilla a décroché un second rôle majeur dans Polaroid (2019), où elle a rencontré et a commencé à sortir avec son petit ami à l'écran, Keenan Tracey.
En 2018, Quintana s'est vu offrir le rôle principal de Jacqueline "Jax" Zhou, dans la série de science-fiction Pandora de The CW. Depuis 2020, Quintana tient le rôle récurrent récurrent d'Isabella, dans Good Trouble de Freeform.

## Filmographie

### Cinéma
- 2014 : The Gambler : Hôtesse du casino (non créditée)
- 2015 : Fast and Furious 7 : Une fille (non créditée)
- 2018 : Traffik (en) : Christine
- 2019 : Polaroid : Mina

### Télévision
- 2015 : Web Atlas : Dana / Olivia (3 épisodes)
- 2016 : VR Startup : Jenny
- 2016 : Masters of Sex : Fabiana (non créditée)
- 2017 : Training Day : Une fille (non créditée)
- 2018 : L'Arme Fatale : Phoebe Clark
- depuis 2019 : Pandora : Jacqueline 'Jax' Zhou
- depuis 2020 : Good Trouble : Isabella
- 2023 : Based on a True Story : Ruby Gale[11]